# Шаповалов Іван Миколайович
Іван Миколайович Шаповалов (нар. 28 травня 1966, Котово, Волгоградська область) — російський музичний продюсер. Творець і в 1999—2004 роках продюсер поп-групи «Тату», солістами якої були Юлія Волкова і Олена Катіна.

## Біографія

### Ранні роки
Іван Шаповалов народився 28 травня 1966 року в місті Котово Волгоградської області . Батько — Микола Олександрович, художник. Мати — Надія Річардовна, шкільний учитель фізики. Закінчив заочну фізико-математичну школу.
У 1990 році Шаповалов закінчив Саратовський медичний інститут, пройшов спеціалізацію за фахом «дитяча і підліткова психіатрія», після чого працював лікарем в психіатричній лікарні міста Балаково і паралельно займався приватною дитячою психокорекційною практикою. У 1992 році створив організацію "Служба формування громадської думки "Контекст" ". Журнал «Компанія» повідомляв, що її послугами користувався передвиборний штаб Дмитра Аяцкова під час губернаторських виборів .
У 1992—1994 роках Шаповалов працював у відділі реклами та маркетингу страхової компанії «Славія» та недержавного пенсійного фонду «Російський капітал». З 1993 року працював в московських філіях компаній. У цей час він познайомився з композитором Олександром Войтинським .
З 1994 року Шаповалов почав працювати сценаристом рекламних роликів. У 1996 році він виготовив рекламний ролик для комп'ютерної компанії «R & K», в сценарії якого фігурував Норберт Вінер, оскільки їх комп'ютери виходили під маркою Wiener на честь основоположника кібернетики . Ролик озвучував Олег Єфремов . Один із засновників R & K, Борис Ренський, пізніше виступив фінансовим спонсором і співпродюсером групи «Тату». У 1998 році Шаповалов зняв рекламний ролик прохолодних напоїв "Пийте без зупинки напої з Черноголовки " компанії «ОСТ», в озвучуванні якого брала участь Олена Катіна, майбутня солістка групи. На зйомках він познайомився з Оленою Кіпер, журналістом телекомпанії НТВ (програма «Про запас») і майбутнім співпродюсером групи.
З 1996 року працював в «Російській винно-горілчаної компанії» (РВВК). У 1997—1998 роках працював в рекламному агентстві Ark J. Walter Thompson.

### Продюсування групи "t.A.T.u "
У 1999 році Шаповалов і Войтинский провели кастинг на роль солістки, в результаті якого було обрано Олена Катіна . Було записано кілька пісень (в тому числі «Я твій ворог», «Югославія» — на тему військової агресії НАТО проти Югославії) . Пізніше до групи запросили другу дівчину — Юлю Волкову . Шаповалов став продюсером групи "t.A.T.u «І директором компанії» Неформат "(продюсерський центр І. Шаповалова).
У 2000 році записана пісня "Я зійшла з розуму" (рос. Я сошла с ума), авторами тексту були Олена Кіпер і Валерій Полієнко, музику написав 17-річний школяр Сергій Галоян . У тому ж році вийшов відеокліп. Над образом солісток в відеокліпі працював візажист Андрій Дрикін . У 2001 році вийшов альбом "200 по зустрічній". У травні 2001 року Шаповалов підписав контракт з російським відділенням лейбла " Universal Music ". За контрактом Шаповалов мав випустити три альбоми, при цьому однією з умов контракту був пункт, згідно з яким продюсер не міг змінити склад групи. Пізніше Шаповалов подав позов проти «Universal Music Russia», звинувачуючи рекорд-лейбл в порушенні договору і вимагаючи виплати додаткової винагороди . У вересні виходить сингл і знятий відеокліп " Півгодини ". У 2002 році вийшов англомовний альбом " 200 km/h in the Wrong Lane ". У 2003 році вийшли сингл і відеокліп " All the Things She Said ". У цей період група користувалася великою популярністю, проходили численні гастролі.
У січні 2004 року на телеканалі СТС стартувало реаліті-шоу "" Тату «в Піднебесній», в прямому ефірі група планувала записати новий альбом. На 13-му поверсі готелю «Пекін» Шаповалов влаштував студію, де також брав демозаписи молодих виконавців, з яких була складена збірка " Піднебесна № 1 ". Однак в результаті альбом не був записаний, Шаповалов склав повноваження гендиректора компанії «Неформат», якій належав бренд «Тату» ("t.A.T.u "), Назва групи залишилося за співачками. Новим продюсером став Борис Ренський.
У жовтні 2004 року на церемонії "BMI Honors Top European Songwriters and Publishers at Annual London Awards " Шаповалова нагородили медаллю в номінації «Pop Awards». Композиція " All the Things She Said ", співавтором якої він був, прозвучала в ефірі більше 2 млн раз і зайняла в номінації поп-музики перше місце, випередивши " It's My Life " групи No Doubt .

### 2004—2008 роки
У 2004 році Шаповалов почав продюсувати співачку Nato — Наталю Шевлякову з Челябінська, яка познайомилася з Шаповаловим під час його роботи в «Піднебесній». У його планах був виступ співачки в наряді шахідки . У річницю терористичного акту 11 вересня 2001 року в США Шаповалов намагався організувати концерт в Колонному залі Будинку Союзів, де планувався виступ співачки в наряді шахідки . У зв'язку з цим представник Міністерства культури і масових комунікацій РФ висловив свою стурбованість, акцію назвали неполіткоректною, і концерт був скасований. Подібний концерт Шаповалов намагався провести в Англії. Мусульманська рада Великої Британії засудила цю ідею, назвавши її «спробою зробити гроші на трагедії інших людей», і закликала ігнорувати концерт . Виступ відбувся в січні 2005 року . У 2004 році Шаповалов почав свою співпрацю зі співачкою Хелею і Нано Project.
Шаповалов також займався продюсуванням рок-групи " 7Б ". Створений в процесі цієї співпраці альбом «Інопланетен» і три музичних кліпи помітно відрізнялися від попередніх самостійних робіт групи в сторону обважнення звуку, накладення великої кількості ефектів, депресивної тематики.

У 2007 році став співвласником інтернет-магазину Mp3search.ru . Одночасно з цим увійшов до складу керівництва НП ФАИР, який займався колективним управлінням авторськими правами в Інтернет . У тому ж році компанія звукозапису Gala Records подала позов проти компанії власника Mp3search.ru, звинувативши його в незаконному розповсюдженні записів співачки МакSим .

### 2013 рік
У 2013 році Шаповалов записав три пісні в складі проекту «Podnebeses»:
1. Проти годинникової
2. Вона залишила сонце
3. Моя любов гуляє

## Акції та критика
Шаповалов використовував різні провокаційні прийоми для залучення уваги до своїх проектів.
У відеокліпах «Тату», крім лесбійської тематики, були сюжети, пов'язані з мастурбацією і тероризмом (вибух дитячої каруселі). Одним з головних об'єктів критики став використаний групою імідж лесбійок. Разом з тим, в ряді джерел зазначалося, що, незважаючи на свій імідж, "t.A.T.u."в самому лесбійському співтоваристві не сприймалися як лесбійська група, а Шаповалов піддавався різкій критиці. Однією з причин такого ставлення називалося те, що насправді група діяла в рамках гетеросексистської культури: "в побудові сценічного образу лесбійок група орієнтується на патріархальну рамку, в якій жінка завжди є об'єктом для отримання задоволення, об'єктом погляду, а роль наглядача належить чоловікові … образ групи швидше відповідає моделі «жінка для чоловіка», ніж «жінка для жінки» ". Соціолог Ігор Кон виділяв іншу складову іміджу групи: "На мій погляд, успіх Тату обумовлений не стільки демонстративною грою в заборонені лесбійські стосунки, скільки тим, що створений образ самодостатніх крутих дівчат ".
У 2003 році у Великій Британії Шаповалов зробив різні провокаційні висловлювання на тему педофілії, що викликало протести з боку ряду громадських організацій (зокрема, з боку організації з захисту дітей від насильства «Kidscape») . Директор «Kidscape» Мішель Елліотт зазначила: "Ми заперечуємо і зовсім не знаходимо забавним той факт, що Іван подає їх як дитячу сексуальну фантазію. Ці дівчатка талановиті. Шкода, що їх рекламують за рахунок сотень тисяч сексуально спокушених дітей " . В інтерв'ю британському таблоїду Шаповалов заявив, що «віддає перевагу неповнолітним дівчатам» . Ведучий 4-го каналу британського телебачення Річард Медлі назвав дует «нудотним», охарактеризувавши кліп на пісню All the Things She Said «еталоном солодких мрій всіх британських педофілів». У відповідь Шаповалов на офіційному сайті групи закликав провести дискусію «на тему зростання педофілії у Великій Британії» і висловив готовність надати медичну допомогу самому Медлі . Подібна реакція на появу групи була пов'язана з тим, що в цей час у Великій Британії проводилися різні кампанії з боротьб з педофілами .
У травні 2003 року Шаповалов збирався зняти кліп на Красній площі за участю кількох сотень дівчат в шкільних спідницях. Однак співробітники міліції припинили захід, витіснивши усіх присутніх і затримавши самого продюсера . З цього приводу Шаповалов зазначив: «Мабуть, Кремлю не потрібні  "Тату" на Євробаченні ". У 2003 році Шаповалов намагався висунути солісток «Тату» в кандидати в Президенти Росії . Про початок збору підписів було оголошено по російському телебаченню. Для подолання вікового цензу в 35 років він пропонував скласти вік співачок.

### Інтерв'ю
- Іван Шаповалов: «Не вистачає любові» // Известия, 16 січня 2004
- Іван Шаповалов, Волкова і Катіна [Архівовано 28 жовтня 2019 у Wayback Machine.] // Ехо Москви, 16 травня 2003
- Іван Шаповалов [Архівовано 9 червня 2021 у Wayback Machine.] // Ехо Москви, 7 березня 2004
- Іван Шаповалов [Архівовано 9 червня 2021 у Wayback Machine.] // Ехо Москви 9 вересня 2004
- Іван Шаповалов: «Закони встановлюють художники» [Архівовано 9 червня 2021 у Wayback Machine.] // BRAVO, серпень 2003